# Troglohyphantes vicinus
Espèce
Troglohyphantes vicinus est une espèce d'araignées aranéomorphes de la famille des Linyphiidae.

## Distribution
Cette espèce est endémique de Slovénie.

## Description
Le mâle décrit par Deeleman-Reinhold en 1978 mesure 2,30 mm et la femelle 2,35 mm.

## Publication originale
- Miller & Polenec, 1975 : Neue Troglohyphantes-Arten aus Slowenien (Araneae, Linyphiidae). Acta Entomologica Bohemoslavaca, vol. 72, p. 55-61.